# Legbąd
Legbąd is een plaats in het Poolse district  Tucholski, woiwodschap Koejavië-Pommeren. De plaats maakt deel uit van de gemeente Tuchola en telt 470 inwoners.